# Mpemba efekt
Mpemba efekt je prirodni efekt kada se ista količina početno toplije vode, brže smrzne od iste količine početno hladnije vode; skraćeno: topla voda se prije smrzne nego hladna.

## Povijesni uvod
Mpemba efekt je prirodna pojava koja je odavno poznata u Zapadnom svijetu. Među prvima uočio ju je Aristotel (350 godina prije Krista). On je zapisao:
U 13. stoljeću Roger Bacon piše u svome Opus Majus o istom fenomenu i poziva se na Aristotelovu Meterologicu; on spominje da se fenomen događa tek pod nekim posebnim okolnostima.        
U povijesti su još poznati slučajevi, kao Giovanni Marliani koji je 1461. godine izveo eksperiment i dokazao da ovaj fenomen uistinu postoji. Kasnije u 17. stoljeću Francis Bacon i Rene Descartes sudjeluju u sličnim raspravama; u svojim Novom Organonu, Bacon zapisuje:
Sam Descartes je 1600. godine bezuspješno pokušavao objasniti zašto se toplija voda brže smrzne od hladnije. U pismu Decartesa kojeg je uputio Mersenneu, piše kako on ne proučava da li se toplija voda brže smrzne od hladnije, nego piše kako je prvo prokuhao vodu i pustio bi je da se ohladi na jednaku temperaturu kao i kod druge posude s neprokuhanom vodom. On kaže da bi se čak i tada prokuhana voda prije smrznula od neprokuhane, tj. da je voda nakon ključanja nekako promijenila svoja svojstva.
Godine 1963. tanzanijski osnovnoškolac Erasto B. Mpemba je uočio istu pojavu i slijedom događaja je vratio u modernu znanost. Naime, u njegovoj školi bio je običaj da učenici rade sladoled. No, u hladnjaku nije uvijek bilo dovoljno mjesta za sve posude s vrućom smjesom mlijeka koje bi se kasnije hladile i pretvorile u sladoled, pa je Mpemba, u strahu da ne ostane bez sladoleda, stavio vruću smjesu mlijeka odmah u hladnjak (a to je bilo zabranjeno jer se smatralo da bi moglo oštetiti dragocjeni hladnjak), a da je prije toga nije pustio da se lagano ohladi na zraku. Uočio je da se posuda mlijeka neobično brzo smrznula i pitao je svoga profesora zašto se toplije mlijeko brže smrzne od hladnijeg. Profesor se samo izrugao s njim. No, Mpemba je bio ustrajan i ponavljao je pokus i pokazivao ga svojim prijateljima. U svakom pokusu toplije mlijeko bi se brže smrznulo od hladnijeg.  Mpemba je još saznao da sladoledari u Tanga Cityju već odavno znaju za taj fenomen i praktično ga koriste.    
Mpemba je krenuo u srednju školu i na njegovu sreću, u posjet im je došao Dr. Osborne, profesor fizike. Mpemba se odvažio i postavio isto pitanje. Profesor je bio jako skeptičan glede tog problema, ali je ipak obećao Mpembi da će provjeriti. Javio je svome asistentu da provjeri, a ovaj mu je nakon nekoliko eksperimenata dojavio da se toplija voda uistinu brže smrzne od hladnije i dodao je „ali ćemo ponavljati eksperiment dok ne dobijemo prave rezultate“. Ali eksperimenti su davali iste rezultate, pa su dr. Osborne i Mpemba napisali zajednični članak 1969. godine.   
Ubrzno, nakon objavljivanja članka, uslijedili su napadi, ali i mnogo potvrda Mpembina efekta. 
Iste godine, nezavisno, dr. Kell je napisao članak o tome kako se toplija voda brže smrzne od hladnije. On je bio upoznat s kanadskom urbanom legendom koja je upozoravala da se auto ne valja prati vrućom vodom za vrijeme hladnih dana, inače će se jako brzo smrznuti. Kell je kao objašnjenje je dao isparavanje. Smatrao je da će toplija voda gubiti na masi i da će se zbog toga brže ohladiti. No, ubrzo je napravljen eksperiment koji je tu tvrdnju demantirao. 
Danas postoji nekoliko mogućih objašnjenja, uključujući isparavanje.

## Preciznija definicija
Mpemba efekt se pojavljuje kada imamo dvije posude vode, identične na svaki način, osim što jedna posuda sadrži topliju, a druga hladniju vodu, izložene u okolini u kojoj je temperatura ispod nule i početno toplija voda se brže smrzne od početno hladnije.
Očito je da ovo proturječi zdravom razumu; uzmimo primjer:
Imamo dvije posude vode. U posudi A je voda temperature 80⁰C, a u B vodu temperature 20⁰C. Izložimo ih jednakom hlađenju. Ako vodi u posudi B treba t(x) vremena da se smrzne (0⁰C), logično je da će vodi u posudi A trebati neki t(y) vremena da se ohladi od 80⁰C do 20⁰C i plus vrijeme t(x) da se ohladi s 20⁰C na 0⁰C; tj za hlađenje vode u posudi A uvijek će trebati više vremena za t(y) od vode u posudi B.
Isto tako, ovo proturječi, na prvi pogled, i zakonima termodinamike i Newtonovom zakonu hlađenja :
{\displaystyle {\frac {dT}{dt}}=-k(T-T_{\alpha })}
gdje je k konstanta, a {\displaystyle T_{\alpha }} temperatura okoline, dok je T temperatura predmeta.
Nije dovoljno postaviti pitanje „Da li se toplija voda brže smrzne od hladnije“, jer je očito da će se litra vruće vode brže smrznuti od čitavog oceana, pa tu i nema neke novosti; dakle nužno je definirati i količinu, isto tako i oblik, okolinu, itd.
Isto tako, jasno je da se litra vode od 99,9⁰C neće brže smrznuti od litre vode temperature 0,01⁰C; pa je nužno definirati, uz količinu, i područje razlika temperatura u kojem će se uočavati Mpemba efekt.
Isto tako bitno je kako ćemo definirati smrzavanje. To može biti „onda kada se pojave prvi kristalići leda“ ili „kada se voda potpuno smrzne“.
Ako je pak proučavamo isparavanje, moramo uzeti u obzir i oblik posude i da li je posuda zatvorena ili ne.
Pa je očito da Mpemba efekt ovisi o jednoj jako velikoj domeni parametara i očito je da je nužno uzeti u obzir svaki od tih parametara, ako želimo konačno objašnjenje Mpembina efekta. Naravno, katkada je nemoguće uzeti u obzir sve parametre, jer bi inače trebali beskonačno vremena, pa se uvijek eliminiraju oni za koje smo „uvjereni“ da ne igraju veliku ulogu u cijeloj priči.

## Moguća objašnjenja
Danas svijet fizike istražuje pet mogućih krivaca za Mpembin efekt. Napomenimo da niti jedno od ovih objašnjenja nije u potpunosti prihvaćeno zbog dosta kontradikcija ili nedostatka matematičkog aparata.
Ukratko ćemo ih objasniti:
- Isparavanje

Kao što smo već rekli, ovo objašnjenje je dao Kell 1969. godine. On je tvrdio da zbog isparavanja toplija voda izgubi dovoljno mase da se prije ohladi od hladnije vode. To bi značilo da se količina leda od početno toplije vode razlikuje u masi (tj. manja je) od količine leda početno hladnije vode. Uistinu, danas se smatra da je isparavanje važan čimbenik u svemu ovome, ali ipak vjeruje se da ne objašnjava Mpembin efekt, jer je Wojchiecowski, kako smo već spomenuli u prethodnom poglavlju, radio eksperiment sa zatvorenim posudama, gdje je masa vode sačuvana, i ipak bi se pojavljivao Mpembin efekt.
- Okolina

Jedan od najjednostavnijih mogućih razloga. Uvjeti iz okoline. 
Kao primjer se navodi da ako u hladnjak stavimo topliju i hladniju vodu (koje su u čašama). Sada se te čaše nalaze na sloju leda. Toplija čaša će rastopiti taj sloj i imat će bolji kontakt s hladnjakom (kondukcija), te će se tako i brže hladiti.   Isto tako, ako promatramo isparavanje, moramo voditi računa o obliku posude. Ovo može zvučati kao nešto banalno, ali upućuje da je bitno uvažiti i efekt okoline, ako želimo točno objasniti ovu pojavu.
- Otopljeni plin

Istina je da hladnija voda ima više otopljenog plina u sebi nego toplija voda. Posljedica toga je što se pri ključanju vode otopljeni plin oslobađa. Moguće je da taj plin na neki način utječe na točku smrzavanja vode ili količinu topline potrebne da se određena količina vode ohladi. Poznat je pokus Freemana s vodom zasićenoj s CO2 (koji nije opisivao ionska svojstva, koja su jako bitna).  On je proučavao Mpemba efekt s vodom u kojoj je otopljen ugljikov dioksid. 
Ovo bi se moglo nadovezati na već spomenuti Descartesov pokus; isto tako Mpemba i Osborne su u svome eksperimentu radili s prokuhanom vodom i time je očito da to otopljeni plin i ne mora uzročnik Mpemba efekta (jer ga, kada voda proključa, praktički i nema).
- Pothlađivanje

Godine 1916., F.C.Brown je radio eksperiment. Ulio je u 100 staklenih epruveta vodu iz slavine. Od toga, 50 ih je prokuhao, a 50 nije dirao. Prvo je pričekao da se temperature izjednače, a onda ih je stavio u okolinu s temperaturom ispod nule. Primijetio je da su se 44 epruvete s prokuhanom vodom raspukle, a samo 4 s neprokuhanom. Brown je primijetio da se prokuhana voda više pothlađuje od neprokuhane.
Brown je tu pojavu protumačio s pretpostavkom da prokuhana voda ima manje otopljenog plina koji sprječava pothlađivanje. 
N.E.Dorsy je, svojim eksperimentima, zaključio da otopljeni plin i ne igra neku važnu ulogu u pothlađivanju. On je pojavu da se toplija voda više pothladi od hladnije prepisao nukleacijskim mjestima koje toplija voda deaktivira. 
No, D.Auerbach je radio eksperimente u kojima je dokazao da toplija voda manje pothlađuje nego hladnija, što se suprotstavlja rezultatima Browna i Dorseya. Točnije, dokazao je da se početno toplija voda pothladila na -2⁰C, dok se početno hladnija pothladila na -8⁰C. No treba napomenuti da je Auerbach obavio jako mali broj ispitivanja, pa je sve to poprilično zamršeno. Očito da Auerbachova definicija ide u prilog objašnjenju Mpembina efekta, jer bi sada toplija voda trebala obaviti manji „put“ do zamrzavanja, nego hladnije voda. No, još uvijek nije sasvim razjašnjeno zašto se baš početno toplija voda manje pothladi od početno hladnije.
- Konvekcija

Najkompleksniji parametar od svih. Kako se voda hladi, razvijaju se konvekcijske struje i temperatura više nije homogena. 
Zbog ove pojave, analiza se zakomplicira, jer više ne radimo s jednim parametrom, već sa skalarnom funkcijom i dinamika fluida postaje teška za opisati. Ipak, za temperature poviše 4⁰C, toplija voda ima manju gustoću od hladnije, i počet će se gibati (dizati) prema vrha, kao što predviđa Arhimedov zakon; tj. javljat će se ascedentno i descedetno strujanje. Očito je, zbog temperaturne nehomogenosti, da voda pri srednjoj temperaturi od, npr. 35⁰C, neće biti u svim dijelovima na toj temperaturi, već će na vrhu (posude) biti mnogo toplija a na dnu (posude) mnogo hladnije; što povlači i veće isparavanje od predviđenog. Ako želimo preko konvekcije objasniti Mpembin efekt, moramo promatrati i isparavanje. Valja napomenuti da je konvekcija osjetljiva na oblik i dimenzije posude.

### Natječaj
2012. godine Britansko kraljevsko društvo za kemiju održalo je natječaj u potrazi za radovima koji bi ponudili moguće objašnjenje za Mpemba efekt. Među više od 22000 pristiglih prijava, rad Nikole Bregovića, asistenta na Prirodoslovno-matematičkom fakultetu Sveučilišta u Zagrebu osvojio je prvo mjesto. Njegov je rad pobjedničkim proglasio sam Erasto Mpemba.